# Чернышов, Александр Игоревич
Александр Игоревич Чернышов (10 сентября 1992, Москва) — российский биатлонист, чемпион России, чемпион мира среди юниоров. Мастер спорта России (2010).

## Биография
В 8-летнем возрасте занимался футболом в школе московского «Спартака». Позднее перешёл в биатлон, занимался в СШОР «Юность Москвы», тренер — Чернышова Елена Викторовна. До 2016 года представлял Москву, затем присоединился к команде Тюменской области.

### Юниорская карьера
Победитель первенства России среди старших юношей 2010 года в командной гонке.
На чемпионате мира среди юниоров 2011 года в Нове-Место выступал среди 19-летних спортсменов, стал чемпионом в эстафете (вместе с Александром Логиновым и Максимом Цветковым), а также занял четвёртое место в спринте и пятое — в гонке преследования.
На чемпионате мира среди юниоров 2013 года в Обертиллиахе стал бронзовым призёром в эстафете, был восьмым в спринте и шестым — в пасьюте. В том же году на юниорском чемпионате Европы в Банско стал серебряным призёром в эстафете и 20-м — в индивидуальной гонке.
Становился победителем Всероссийских соревнований студентов (2015).

### Взрослая карьера
В сезоне 2013/14 участвовал в Кубке IBU, дебютировал на четвёртом этапе в Валь-Риданна, заняв 47-е место в спринте. Всего стартовал в восьми личных гонках, лучший результат — 11-е место в спринте на этапе в Осрбли. В смешанной эстафете становился серебряным призёром этапа.
В 2015 году участвовал в чемпионате мира по летнему биатлону в Кейле-Грэдиштей, занял 12-е место в спринте и 23-е — в гонке преследования.
На уровне чемпионата России становился чемпионом в 2016 году в суперспринте. Неоднократный призёр чемпионатов России по летнему биатлону в эстафете.
Окончил Московскую государственную академию физической культуры (2015). В 2016 году женился.